# 디 언스크램블러
디 언스크램블러(The Unscrambler) 또는 디 언스크램블러 X(The Unscrambler X)는 다변량 데이터 분석용 상용 소프트웨어 제품으로 근적외선 분광법, 라만 분광법 등 분석 데이터 응용에 자주 사용되는 다변량 데이터의 교정과 실시간 분광 분석에 사용할 예측 모델 개발에 사용된다. 이 소프트웨어는 원래 1986년 하럴드 마르텐스에 의해 개발되었고 이후 CAMO 소프트웨어에 의해 개발되었다.

## 기능
디 언스크램블러 X는 부분 최소 제곱(partial least squares, PLS) 사용을 초기에 적용한 것이다. 지원되는 기타 기술로는 주성분 분석(PCA), 3방향 PLS, 다변량 곡선 분해능, 실험 설계, 감독 분류, 비지도 분류 및 군집 분석이 있다.
이 소프트웨어는 제약 제조, 감각 분석 및 화학 산업의 비파괴 품질 관리 시스템과 연구의 분광학(IR, NIR, Raman 등), 크로마토그래피 및 공정 응용 분야에 사용된다.